# Japanska mušmula
Japanska mušmula (lat. Rhaphiolepis loquata; sin.  Eriobotrya japonica), vrsta cvjetajuće biljke iz porodice Rosaceae. Hrvatski naziv ove vrste je japanska mušmula, iako ona nije u rodu s mušmulom; isto i mešpula, nešpula, nešpola, nespola, nespula, nešpola, nješpula. Uzgaja se u Japanu više od 1000 godina. Vjerojatno je autohtona u planinama centralne Kine. To je malo do srednje veliko zimzeleno stablo koje se uzgaja komercijalno zbog svojih žutih plodova i kao ukrasno stablo zbog dekorativnog lišća.
Za Eriobotrya japonica se prije mislilo da je u bliskom srodstvu s rodom Mespilus (mušmula), pa se i dan danas upotrebljava pogrešan naziv japanska mušmula.

## Izgled
Malo do srednje veliko zimzeleno stablo, sa zaobljenom krunom, kratkim deblom te dlakavim novim izbojima. Stablo može narasti od 5-10 metara visoko, ali je uglavnom manje oko 3-4 metra. Lišće je jednostavno 10-25 centimetara dugo, tamno zeleno, čvrsto i kožnato na dodir s izraženim rebrima. Poleđina lišća je prekrivena smećkasto-zlatnim dlačicama istim onim kojima su prekriveni i mladi izboji.

## Plodovi
Nespole su neobične jer cvjetaju u kasnu jesen i ranu zimu, a plodovi sazriju do proljeća ili najkasnije do ranog ljeta. Cvjetovi su dugi 2 centimetra u prosjeku. Bijeli su s 5 latica. Nalaze se u grozdu od 3-10 cvjetova. Cvjetovi imaju slatkasti snažan miris koji se osjeća na velikoj udaljenosti.
Plodovi koji se nalaze u grozdovima od 3-10 su ovalni, duguljasti glatki žuti do svijetlo narančasti. Meso ploda je žuto do narančasto. Plodovi ovisno o kultivaru mogu biti slatki pa i kiseli. Aroma je mješavina krušaka, citrusa te manga.
Plod može imati od jedne do čak 10 velikih smeđih glatkih sjajnih sjemenki ( ovisi o kultivaru ). Kad su plodovi prezreli, koža se s njih lako skida.
Egipatski kultivari spadaju među najslađe s najmanje sjemenki.

## Povijest
Japanska mušmula je voće podrijetlom iz jugoistočne Kine. Uvedena je u Japan oko 700 godine, gdje se udomaćila i uzgaja se tamo više od tisuću godina. Za nju postoje kineski naziv pipa (枇杷) i japanski biva. Također se udomaćila u Indiji, dijelu Mediterana, Južnoj Americi i dr. Na Mediteran i Dalmaciju stigla prije više od dva stoljeća iz istočne Kine ili Japana.

Spominje se u drevnoj kineskoj književnosti, kao što su pjesme Li Poa. U portugalskoj literaturi se spominje još prije velikih zemljopisnih otkrića.

## Zanimljivosti
Od njezina drveta izrađuju se vrlo kvalitetna ravnala.

## Vanjske poveznice
- Eriobotrya japonica (F) AGM  Arhivirana inačica izvorne stranice od 7. kolovoza 2013. (Wayback Machine)